# Téléphérique de Jounieh

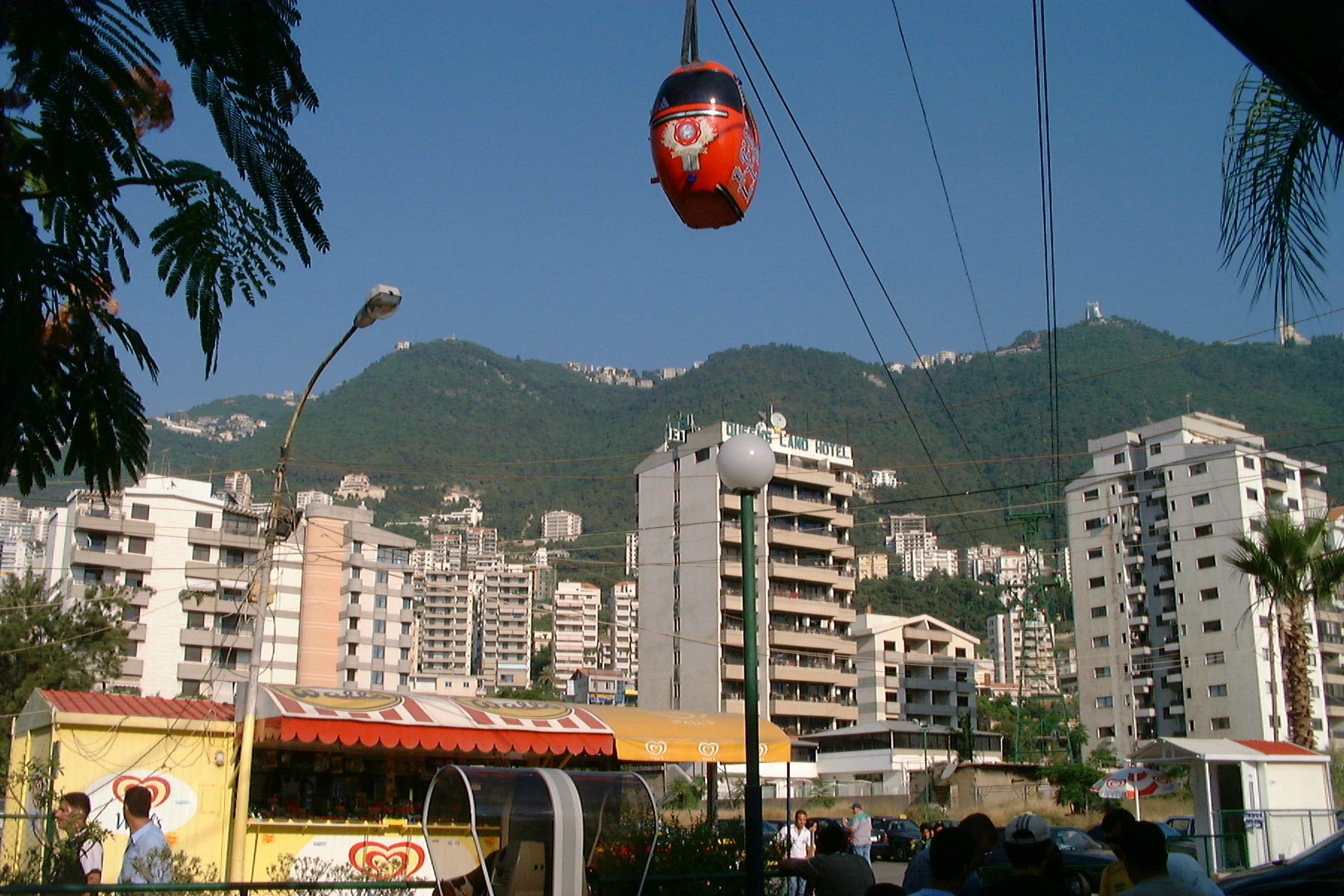
Téléphérique de Jounieh vu du sol.

Le téléphérique de Jounieh est un transport par câbles détenu et exploité par la Compagnie libanaise du téléphérique et d'expansion touristique SAL. Il est situé à Jounieh, une ville du Liban à 16 km au nord de Beyrouth. Il fut construit en 1965.
En neuf minutes, la ligne du téléphérique longue de 1,5 km transporte les passagers de la baie de Jounieh, traversant l'autoroute maritime et la montagne couverte d'une forêt de pins, jusqu'au sanctuaire Notre-Dame du Liban à Harissa à une altitude de 650 mètres.  Le trajet offre une "vue spectaculaire", de la baie de Jounieh. Actuellement, le trajet en téléférique coûte 250 000 L.L . Le trajet est l'une des activités touristiques les plus populaires à Jounieh.

## Incidents
L'histoire de l'exploitation du téléphérique retient trois incidents depuis sa création : des personnes sont restées coincées dans les gondoles plusieurs heures le 2 mars 1989 et le 21 février 2007. Aucun blessé n'a été à déplorer. Le jeudi 28 décembre 2023 un grave incident s’est produit laissant plusieurs passagers coincés des  heures avant d’être évacués et ceci à la suite d'une collision entre deux cabines.